# Neoarctia lafontainei
Neoarctia lafontainei là một loài bướm đêm thuộc phân họ Arctiinae, họ Erebidae.